# Ligne 25 du tramway de Bruxelles
Pour les articles homonymes, voir Ligne 25.
Ne doit pas être confondu avec Ligne 25 du tramway de Bruxelles (1901-1976).
La ligne 25 du tramway de Bruxelles est une ligne de tramway créée le 16 avril 2007, dans le cadre de la quatrième étape de la restructuration du réseau de la STIB, qui relie, aujourd'hui, Boondael Gare à Ixelles à Rogier via Montgomery, en empruntant l'axe de grande ceinture, avec un passage souterrain (prémétro) entre Pétillon et Meiser.
Elle est cadencée avec la ligne 7.

## Histoire

### Ancien tram 25
Bien avant sa reprise de service le 16 avril 2007 sur le trajet de l'ancienne ligne 90, le tram 25 existait déjà, opérant sur un tracé différent. En effet, l'ancien tram 25 reliait le Boulevard du Souverain à Auderghem (son terminus était face au collège Champagnat) et le cœur de la Capitale.
Après avoir rejoint Hermann-Debroux, il bifurquait à droite sur le Boulevard du Souverain. Au carrefour suivant, il tournait à gauche pour remonter la chaussée de Wavre jusqu'à Etterbeek. Il longeait alors les Casernes de Bruxelles avant d'arriver à La Chasse. Il partageait cet itinéraire avec le tram 35 jusqu'à La Chasse où ce dernier continuait à destination de la Porte de Namur. Celui-ci n'est d'ailleurs pas sans rappeler l'actuel bus de la ligne 34.
Le tram 25 s'engageait ensuite sur l'avenue d'Auderghem qu'il parcourait d'un bout à l'autre jusqu'au parc du Cinquantenaire qu'il longeait sur sa partie ouest, après avoir croisé les lignes des tramways 41 et 45 au carrefour de l'avenue des Nerviens. Il s'engouffrait dans l'avenue de la Joyeuse Entrée où il descendait la rampe d'accès au tunnel du premier prémétro de Bruxelles qu'il empruntait depuis son inauguration en 1969 (auparavant, les trams circulaient en surface sur la rue de la Loi). Cet accès bifurquait directement vers la gauche afin de s'orienter sous la rue de la Loi dos au parc. Il y retrouvait en sous-sol les trams 39 et 44 provenant de la porte de Tervuren et rentrant eux dans le prémétro par la rampe d'en face. Ces rampes d'accès ont par la suite été transformées pour pouvoir accueillir les voitures dans le tunnel routier de la rue de la Loi, lors de la transformation du prémétro en métro lourd en 1976.
Il desservait alors six stations de métro qui existent toujours sur les lignes 1 et 5, à savoir Schuman, Maelbeek, Arts-Loi, Parc, Gare Centrale et De Brouckère. Enfin, il ressortait du tunnel directement sur la place Sainte-Catherine où il marquait son terminus, commun avec les lignes 39 et 44. Ce tunnel fut emprunté par le métro lourd à partir de 1976.

### Nouveau tram 25
Le 16 avril 2007, dans le cadre de la quatrième étape de la restructuration du réseau, la ligne 25 remplace l'ancienne ligne de tram 90, qui reliait Rogier à Gare du Midi, et la ligne 93, entre Legrand et Marie-José. La ligne 25 est une ligne assez lente pour parcourir le trajet entre ses deux terminus. Elle est aujourd'hui une des lignes de tram les plus fréquentées de Bruxelles.[réf. nécessaire]
En mars 2022, la STIB annonce que le tunnel en prémétro de la grande ceinture sera prolongé sous la place Général Meiser, et seule la ligne 7 l'empruntera encore. Par conséquent, la ligne 25 verra son itinéraire modifié. Un nouveau tronçon sera donc construit entre la place Meiser et l'hypermarché Cora de Woluwe-Saint-Lambert, où se situera le nouveau terminus de la ligne. Celle-ci empruntera le boulevard Reyers, la rue Colonel Bourg et la future passerelle George de Lombaerde. Ultérieurement, la ligne sera prolongée sur l'avenue Marcel Thiry jusqu'à rejoindre le campus Alma (UCLouvain Bruxelles Woluwe).

### Avenir
En décembre 2023, la STIB annonce qu'en septembre 2024, la ligne 25 devrait être scindée en deux lignes : la ligne 11, qui relierait Esplanade à la Gare de Boondael, et la ligne 22, qui relierait Rogier à Eurocontrol (Evere). La suppression de la ligne 25 a cependant été vivement contestée, notamment par le biais d'une pétition.
En mai 2024, la STIB modifie ses projets. Dans un premier temps, à la suite de la mise en service des lignes 10 et 35 en septembre 2024, la ligne 25 sera préservée, sans modification de son tracé. À moyen terme, le tracé de la ligne 25 sera modifié : ses tramways circuleront alors entre Esplanade et Boondael-Gare, tandis que le trajet entre Rogier et Meiser sera desservi par une nouvelle ligne 11 (Rogier - Bourget).

## Tracé et stations
La ligne 25 du tramway de Bruxelles part de Boondael Gare, où elle renforce la ligne 8. Les trams continuent sur l'avenue du Derby, traversent la place Marie-José, et poursuivent sur l'avenue du Pesage. Ils desservent le square du Solbosch, l'ULB, remontent l'avenue Adolphe Buyl, se séparent de la ligne 8 et renforcent la ligne 7 à partir de Buyl. Les 25 desservent ensuite la gare d'Etterbeek, remontent le boulevard Général Jacques, desservent VUB, Arsenal, la station Pétillon en correspondance avec la ligne de Métro 5. Les trams s'engouffrent dans les tunnels du prémétro de l'axe de grande ceinture afin de desservir les stations Boileau, Montgomery en correspondance avec la ligne de Métro 1, Georges Henri et Diamant avant de ressortir au niveau de la place Général Meiser où le 25 se sépare de la ligne 7. Les tramways de la ligne 25 desservent ensuite Meiser et rejoignent la ligne 62, la place des Bienfaiteurs, suivent l'avenue puis la rue Rogier, la rue des Palais. Les trams rejoignent ceux du 93 à Lefrancq puis les 55, empruntent l'avenue de la Reine pour desservir la place Liedts. Ensuite, elles bifurquent vers la rue Thomas où elle se sépare de la ligne 62 et rejoint la ligne 3 pour rentrer dans les tunnels de l’axe Nord-Sud. Ils desservent la Gare du Nord puis aboutissent à Rogier, au niveau -2, dans une station terminus en cul-de-sac, composée à la suite de plus d'une année de fermeture pour travaux, de 4 voies à quai, où il existe une correspondance directe avec le métro.

### Les stations

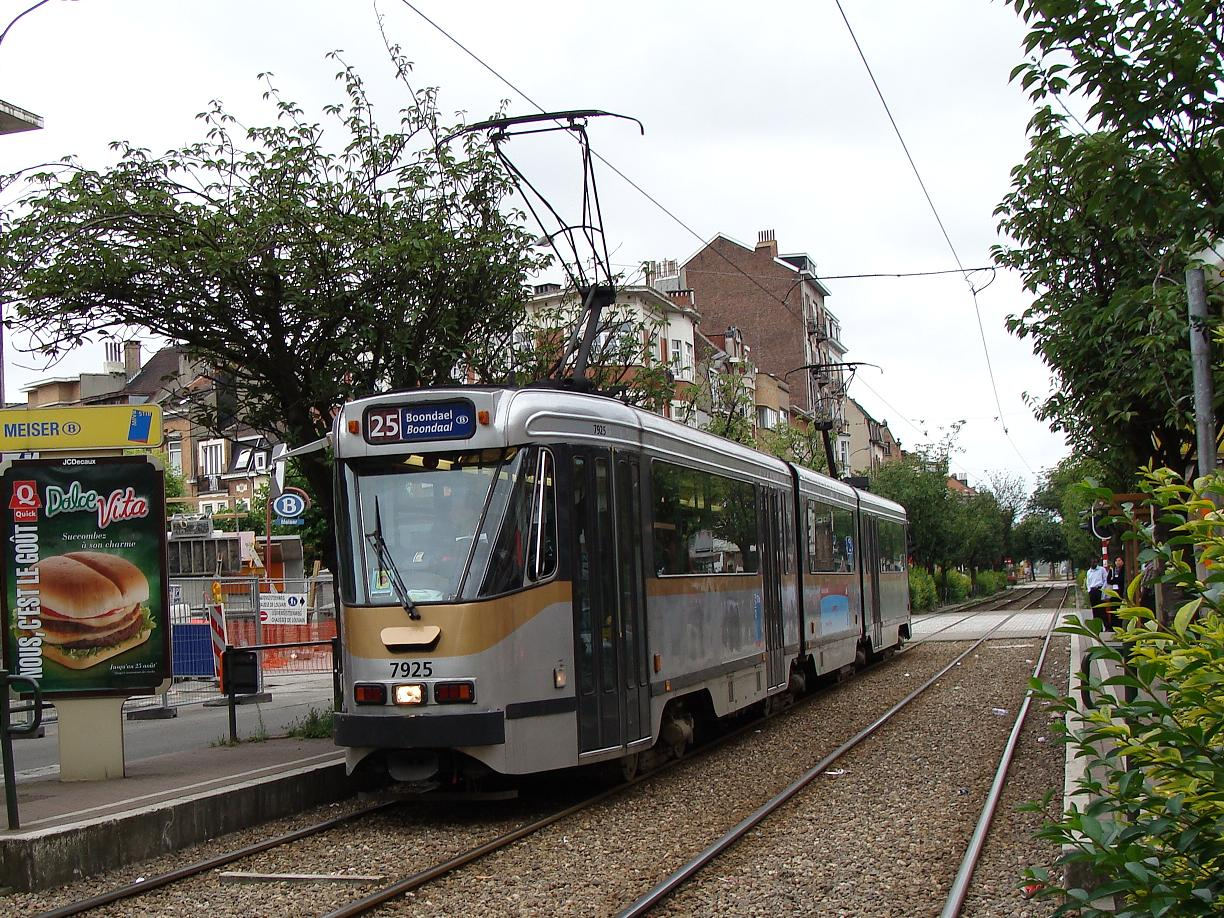
Le PCC 7925 à la Gare de Meiser

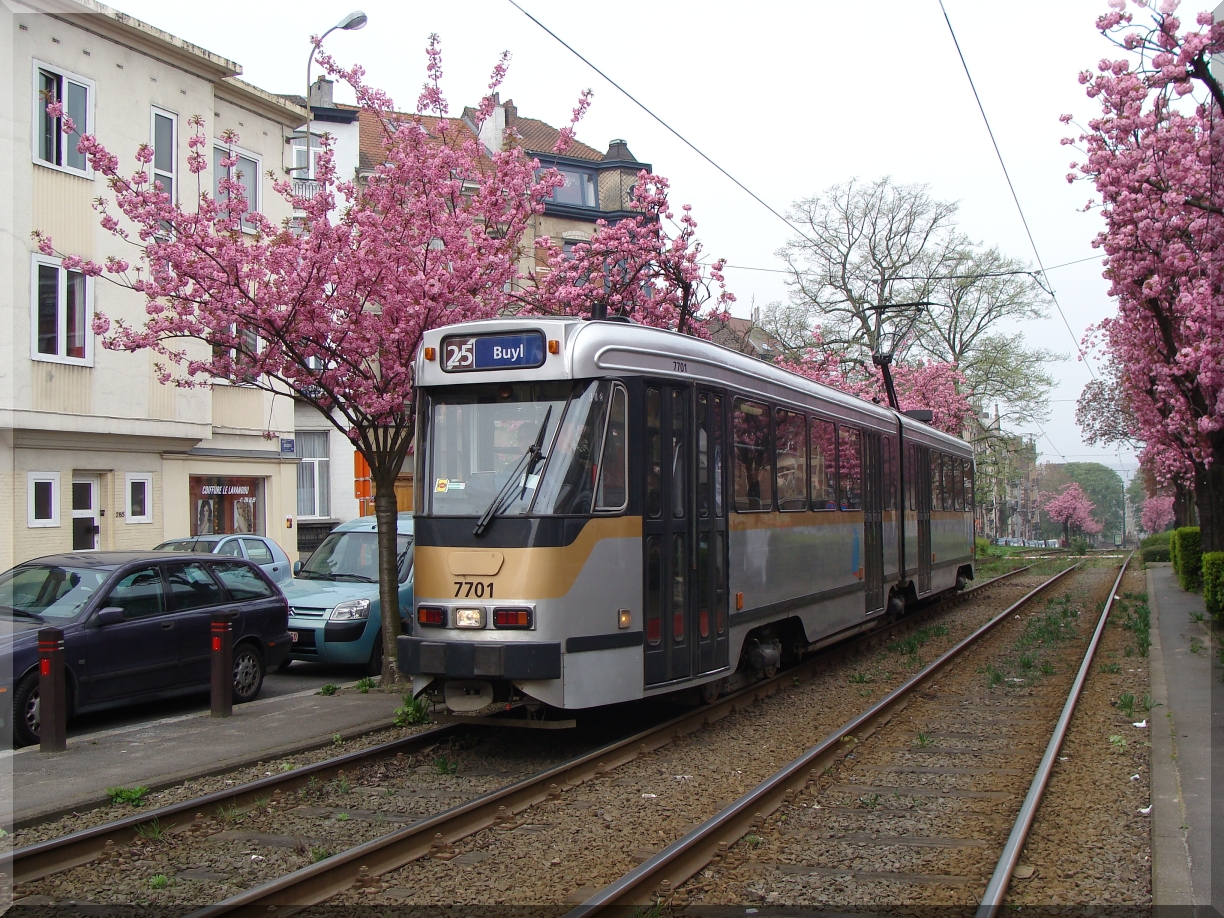
Le PCC 7701 en direction de Buyl

|   |   |  | Stations       | Lat/Long                    | Type             | Communes              | Correspondances                                                               |  |
| - | - |  | -------------- | --------------------------- | ---------------- | --------------------- | ----------------------------------------------------------------------------- |  |
|   | ● |  | Boondael Gare  | 50° 48′ 05″ N, 4° 23′ 36″ E |                  | Ixelles               | (T) · (8) · (B) · (41)                                                        |  |
|   | ○ |  | Brésil         | 50° 48′ 10″ N, 4° 23′ 26″ E |                  | Ixelles               | (T) · (8) · (B) · (41)                                                        |  |
|   | ○ |  | Marie-José     | 50° 48′ 23″ N, 4° 23′ 16″ E |                  | Ixelles               | (T) · (8)                                                                     |  |
|   | ○ |  | Solbosch       | 50° 48′ 38″ N, 4° 23′ 09″ E |                  | Ixelles               | (T) · (8)                                                                     |  |
|   | ○ |  | ULB            | 50° 48′ 49″ N, 4° 23′ 04″ E |                  | Ixelles               | (T) · (8) · (B) · (71) · (72) · (N09)                                         |  |
| ⇃ | ○ |  | Jeanne         | 50° 48′ 59″ N, 4° 22′ 56″ E | direction Rogier | Ixelles               | (T) · (8) · (B) · (71) · (N09)                                                |  |
|   | ○ |  | Buyl           | 50° 49′ 06″ N, 4° 22′ 46″ E |                  | Ixelles               | (T) · (7) · (8) · (B) · (71) · (N09)                                          |  |
|   | ○ |  | Roffiaen       | 50° 49′ 11″ N, 4° 22′ 57″ E |                  | Ixelles               | (T) · (7)                                                                     |  |
|   | ○ |  | Etterbeek Gare | 50° 49′ 20″ N, 4° 23′ 21″ E |                  | Ixelles               | (T) · (7) · (B) · (95) · (N08) · (N09)                                        |  |
|   | ○ |  | VUB            | 50° 49′ 29″ N, 4° 23′ 37″ E |                  | Etterbeek             | (T) · (7)                                                                     |  |
|   | ○ |  | Arsenal        | 50° 49′ 34″ N, 4° 23′ 49″ E |                  | Etterbeek             | (T) · (7) · (B) · (34) · (N09)                                                |  |
|   | ○ |  | Pétillon       | 50° 49′ 46″ N, 4° 24′ 09″ E |                  | Etterbeek             | (M) · (5) · (T) · (7)                                                         |  |
|   | ○ |  | Boileau        | 50° 49′ 59″ N, 4° 24′ 19″ E | Prémétro         | Etterbeek             | (T) · (7) · (B) · (36)                                                        |  |
|   | ○ |  | Montgomery     | 50° 50′ 15″ N, 4° 24′ 27″ E | Prémétro         | Woluwe-Saint-Pierre   | (M) · (1) · (T) · (7) · (39) · (44) · (81) · (B) · (27) · (61) · (80) · (N06) |  |
|   | ○ |  | Georges Henri  | 50° 50′ 38″ N, 4° 24′ 19″ E | Prémétro         | Woluwe-Saint-Lambert  | (T) · (7) · (B) · (27) · (28) · (80)                                          |  |
|   | ○ |  | Diamant        | 50° 50′ 57″ N, 4° 24′ 08″ E | Prémétro         | Schaerbeek            | (T) · (7) · (B) · (21) · (28) · (29) · (79) · (N05)                           |  |
|   | ○ |  | Meiser         | 50° 51′ 18″ N, 4° 23′ 54″ E |                  | Schaerbeek            | 35                                                                            |  |
|   | ○ |  | Patrie         | 50° 51′ 23″ N, 4° 23′ 28″ E |                  | Schaerbeek            | 35                                                                            |  |
|   | ○ |  | Bienfaiteurs   | 50° 51′ 29″ N, 4° 23′ 03″ E |                  | Schaerbeek            | 35                                                                            |  |
|   | ○ |  | Coteaux        | 50° 51′ 34″ N, 4° 22′ 39″ E |                  | Schaerbeek            | (T) · (62) · (B) · (56) · (59) · (65) · (66) · (N04)                          |  |
|   | ○ |  | Robiano        | 50° 51′ 38″ N, 4° 22′ 16″ E |                  | Schaerbeek            | (T) · (62) · (92) · (B) · (65) · (66) · (N04)                                 |  |
|   | ○ |  | Lefrancq       | 50° 51′ 41″ N, 4° 22′ 04″ E |                  | Schaerbeek            | (T) · (62) · (93)                                                             |  |
|   | ○ |  | Liedts         | 50° 51′ 50″ N, 4° 21′ 59″ E |                  | Schaerbeek            | (T) · (55) · (62) · (93)                                                      |  |
|   | ○ |  | Thomas         | 50° 51′ 56″ N, 4° 21′ 49″ E |                  | Schaerbeek            | (T) · (10) · (55) · (62) · (93)                                               |  |
|   | ○ |  | Gare du Nord   | 50° 51′ 37″ N, 4° 21′ 37″ E | Prémétro         | Schaerbeek            | (T) · (4) · (10) · (55) · (B) · (14) · (20) · (58) · (61) · (88)              |  |
|   | ● |  | Rogier         | 50° 51′ 20″ N, 4° 21′ 32″ E | Prémétro         | Saint-Josse-Ten-Noode | (M) · (2) · (6) · (T) · (4) · (10) · (55) · (B) · (58) · (61) · (88)          |  |

## Exploitation de la ligne

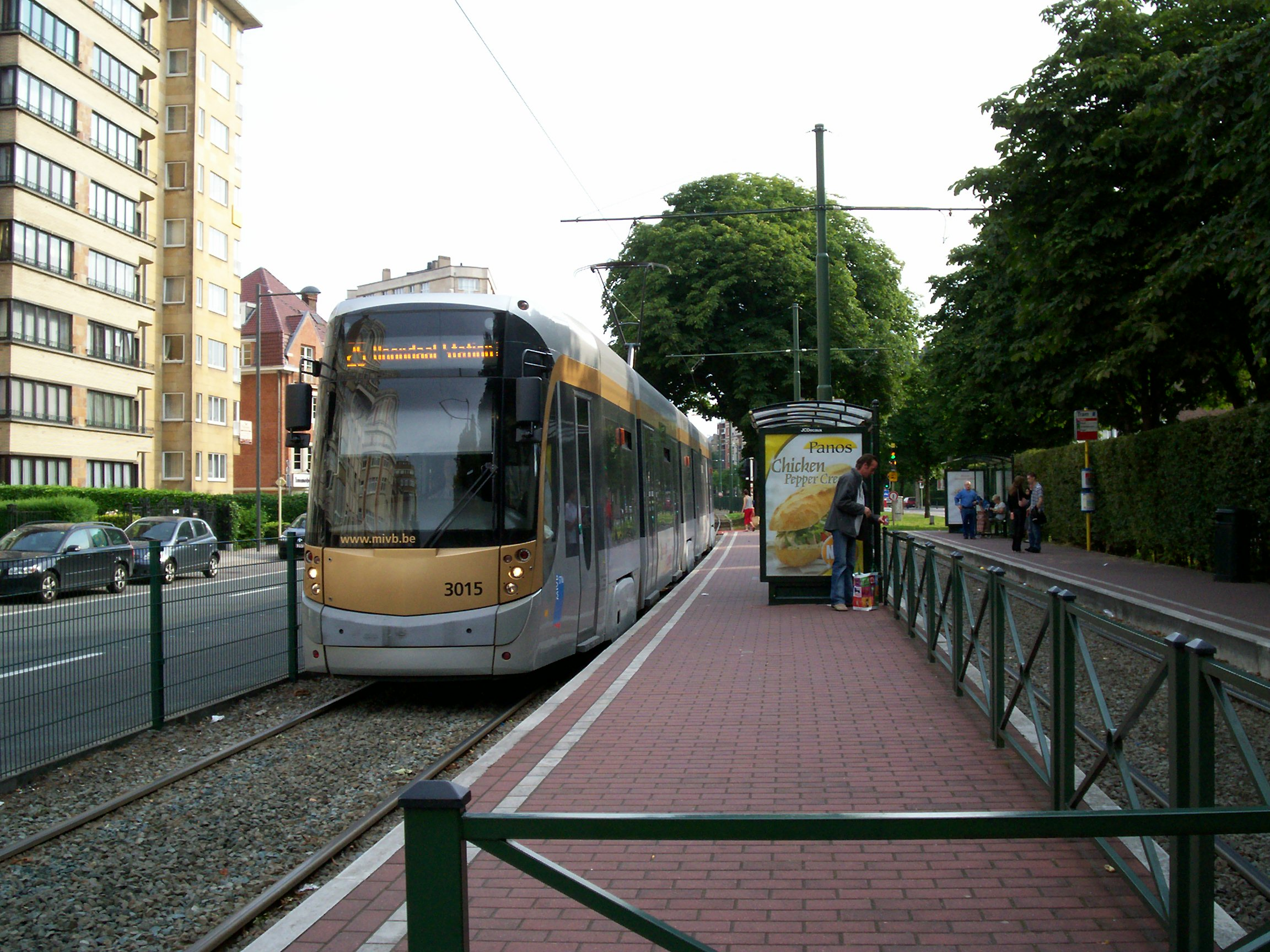
Le T3015 de la ligne 25 à Pétillon

La ligne 25 est exploitée par la STIB. Elle fonctionne, environ entre 5 h 15 et 0 h 15, du lundi au dimanche, sur la totalité du parcours.
Les tramways rallient Boondael Gare à Rogier en environ 50 minutes.

### Fréquence
Les temps de parcours sont donnés à titre indicatif à partir du site de la STIB.
- En journée:
  - Du lundi au vendredi : c'est un tram toutes les 6 minutes en heure de pointe et toutes les 7,30 minutes en heure de creuse et toutes les 15 minutes en soirée.
    - Petites vacances scolaires : c'est un tram toutes les 8 minutes en heure de pointe et toutes les 10 minutes en heure de creuse et toutes les 15 minutes en soirée.
    - Grandes vacances : C'est un tram toutes les 8 minutes en heure de pointe et toutes les 12 minutes en heure de creuse et toutes les 15 minutes en soirée.

  - Les samedis, c'est un tram toutes les 12 minutes en journée et toutes les 15 minutes en soirée.
  - Les dimanches, c'est un tram toutes les 15 minutes toute la journée et soirée.

### Matériel roulant

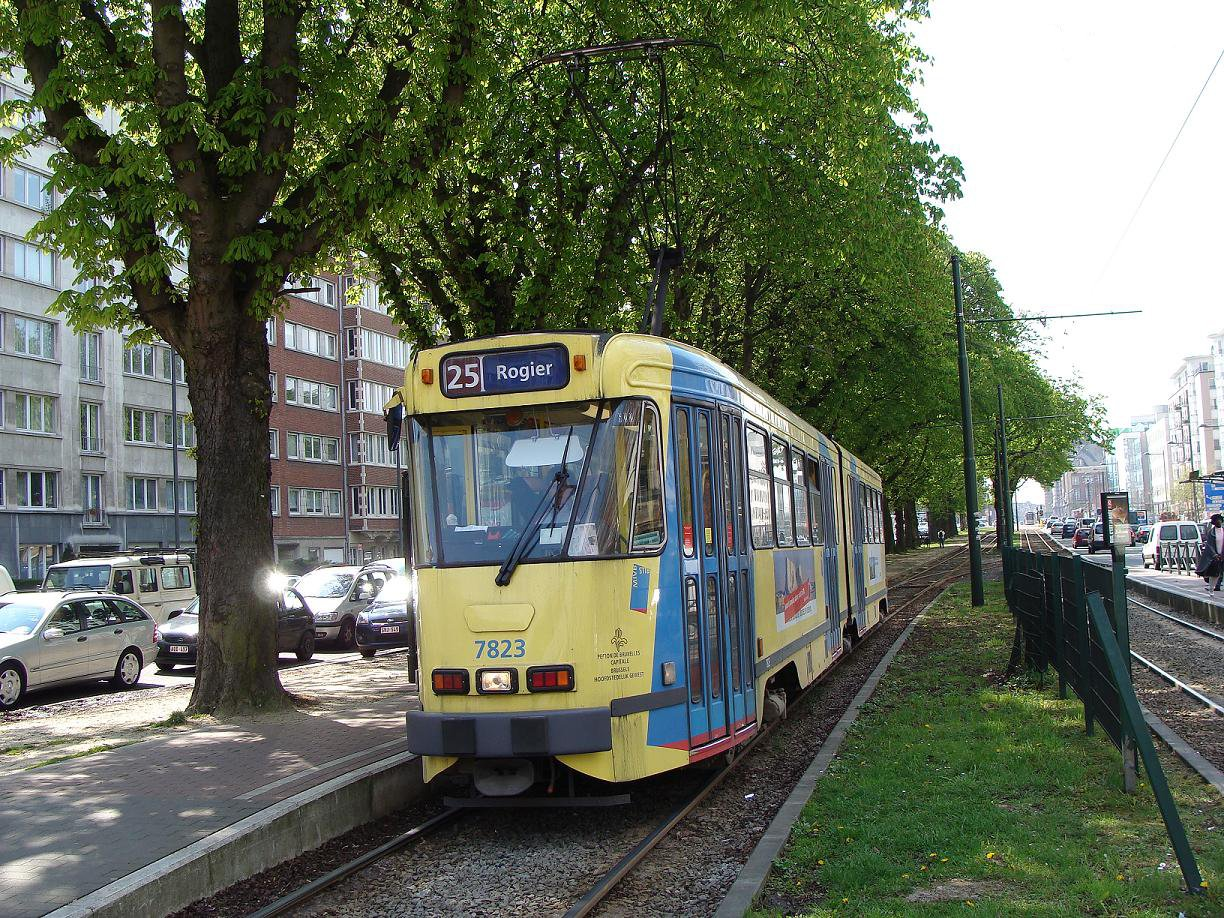
Le PCC 7823 de la ligne 25

La ligne 25 est équipée depuis le 14 mars 2011 de T 3000. Auparavant, elle était équipée de trois matériels roulants : les PCC 7700/7800, premiers véhicules bidirectionnelles du réseau, les PCC 7900, plus longs véhicules du type PCC, et les T 3000 que nous retrouvons actuellement, nouveaux trams à plancher bas intégral, de long gabarit et très grande capacité du réseau. Ces derniers représentent le renouveau du tramway à Bruxelles, par rapport aux tramways PCC actuellement en service.

### Tarification et financement
La tarification de la ligne est identique à celles des autres lignes (hors cas de la desserte de l'aéropport) exploitées par la STIB et dépend soit des titres Brupass et Brupass XL permettant l'accès aux réseaux STIB, TEC, De Lijn et SNCB soit des titres propres à la STIB valables uniquement sur ses lignes.
Le financement du fonctionnement de la ligne, entretien, matériel et charges de personnel, est assuré par la STIB.